# Дом быта (Лермонтовский проспект)
Дом бы́та на Ле́рмонтовском проспекте, дом 1 — планирующееся к сносу здание в стиле советского модернизма в Адмиралтейском районе Санкт-Петербурга.
Здание было спроектировано в рамках разработанной мастерской Ленпроекта № 8 серии районных домов бытового обслуживания согласно идее XXIII съезда КПСС «превратить службу быта в крупную механизированную отрасль народного хозяйства, увеличить к 1970 году объём бытовых услуг, оказываемых населению, примерно в 2,5 раза», архитекторы — О. Голынкин (руководитель мастерской), Л. Келлер, Б. Бровчин, Дом быта построен в 1964—1968 или в 1969 году. Объём строения просматривается с трёх сторон. Здания должны были создавать условия для укрупнения и механизации бытовых услуг, а также привлекать посетителей комфортными условиями ожидания и видом. Здания почти сплошь остеклены с использованием специально восстановленного производства стемалита в металлических переплётах.
В январе 2023 года было принято решение сделать на месте здания выход со станции метро «Театральная», а, поскольку это предполагает снос здания, против таких планов выступал владелец Дома быта Юрий Филатов. С принятием решения о выходе на месте Дома быта связаны исследования и юридические разбирательства, повлиявшие на недоступность станции для пассажирского пользования — поезда проезжают её без остановки (т. н. «станция-призрак»). Впоследствии властями также стал рассматриваться вариант на месте АЗС «Роснефть» в качестве одного из выходов, однако вскоре выступила против и «Роснефть», поскольку строительство выхода означало бы ликвидацию заправочной станции, которую, в том числе, используют силовые ведомства. Недопустимость сноса Дома быта обосновывается социальной значимостью — наличием рабочих мест. Оба возражения были отвергнуты Смольным и впоследствии утверждены варианты выхода со станции как у АЗС, так и на месте Дома быта.